# John Lambreth
John Lambreth (født 27. marts 1949) er en dansk skuespiller, uddannet på Statens Teaterskole i 1983.
Han har bl.a. medvirket i Erasmus Montanus og Glengarry Glen Ross på Betty Nansen Teatret, Sommergæster og Natherberget på Husets Teater, Er der tigre i Congo og Skorpionen på Fiolteatret, Harvey på Privatteatret, Harry og kammertjeneren på Nørrebro Teater og Miss Saigon på Østre Gasværk Teater.

## Filmografi

### Film
- Isfugle (1983)
- Drengen der blev væk (1984)
- Midt om natten (1984)
- Mord i mørket (1986)
- Krummerne (1991)
- I Wonder Who's Kissing You Now (1998)
- Fluerne på væggen (2005)
- Drømmen (2006)

### Tv-serier
- Antonsen (1984)
- Alletiders Julemand (1997)
- Madsen & co. (2000)
- Nikolaj og Julie (2003)
- Hotellet (2000-02)
- Anna Pihl (2007)